# Hörnefors brukskyrka
Hörnefors brukskyrka är en kyrkobyggnad i Hörnefors församling i Luleå stift som ursprungligen uppfördes 1796 av ägarna till Hörnefors bruk. Kyrkan anses vara en av de bäst bevarade från denna tid inom stiftet, särskilt i fråga om interiören. Den ägs av stiftelsen Hörnefors bruk och används sommartid. Som församlingskyrka ersattes brukskyrkan 1908 av den nybyggda Hörnefors kyrka. Brukskyrkan är sedan 1983 byggnadsminne.

## Kyrkobyggnaden
Hörnefors brukskyrka uppfördes 1796 av ägarna till Hörnefors bruk och invigdes 1797. Enligt samtida kartor var den från början orienterad i nord–syd och närmast kvadratisk till grundplanen med sakristia och vapenhus på långsidorna. Troligen togs byggnaden ned omkring 1820 och återuppfördes med nuvarande grundplan. Omkring 1850 fick kyrkan ett torn ritat av J.A. Linder och en utbyggnad i öster.
Byggnaden är timrad på stensockel och utvändigt klädd med liggande och stående fasspontpanel som är målad med gulvit oljefärg. Taket är beklätt med hyvlad spån.
Omkring kyrkan finns en liten kyrkogård med några gravstenar och kors av gjutjärn.

## Inventarier
- Interiören är enkel. Väggarna är klädda med liggande brädpanel och målade med vit limfärg. Golvet är lagt av breda plankor. Trots renovering på 1980-talet har interiören inte genomgått några större förändringar sedan 1820-talet.[2]

- Altaret är cirkelformat med ett enkelt träkors som altarprydnad.[2]

- Predikstolen är utformad som en rund, grönmarmorerad korg.[2]

- Bänkarna är omålade med marmorerad front.[2]

- En orgelläktare med tramporgel finns på södra sidan.[2]

- Det främsta inventariet är ljuskrona av glas tillverkad i Strömbäcks glasbruk som hänger från taket närmast altaret.[2]

## Bruksförsamlingen
Tillhörande församling, Hörnefors-Strömbäck bruksförsamling bildades 1792 och var gemensam med Strömbäcks glasbruk.